# Terrence McCann
Terrence McCann (né le 23 mars 1934 à Chicago et mort le 7 juin 2006) est un lutteur sportif américain.

## Biographie
Terrence McCann obtient une médaille d'or olympique, en 1960 à Rome en poids coqs.